# Будрис, Франциск
Франциск Будрис (Франтишек Игнатьевич Будрис; 14 октября 1882, село Ропейки Бернатовской волости Россиенского уезда Ковенской губернии — 16 декабря 1937, Уфа) — священник. Деятель Римско-католической церкви.

## Семья и образование
Родился 14 октября 1882 года в католической крестьянской семье Франциска Будревича и Домитиллы, урождённой Шлягер. Крещен был 3 дня спустя настоятелем местного Мешкуцкого прихода о. Викентием Шлягером. Крестным отцом был сам о. Шлягер, а крестной матерью — вдова Барбара Раубицкая. В декабре 1902 года сдал экзамен на звание аптекарского ученика. Окончил католическую Петербургскую духовную семинарию (1907).

## Священник
Весной 1907 года был рукоположён в священники. С 27 июля 1907 года — викарий прихода в Иркутске. В Иркутск викарий прибыл 16 сентября 1907 года, с 1908 года также преподавал Закон Божий детям-католикам в Александровском реальном училище. 31 января 1909 года распоряжением архиепископа А. Внуковского переведен настоятелем прихода в Тюмень, где также преподавал Закон Божий в местном реальном училище, женской гимназии и городском училище. Его прихожанами были в основном жившие на Урале поляки, немцы, литовцы, а также работавшие на уральских предприятиях иностранные специалисты и их семьи. После начала Первой мировой войны к ним присоединились военнопленные-католики.
С 22 февраля 1919 года — настоятель прихода в Перми и исполняющий обязанности декана: в состав его деканата входили приходы в Вятке, Екатеринбурге, Тюмени, Тагиле. 8 июня 1920 года епископ Ян Цепляк официально назначил его деканом. Занимался пастырской работой в трудные годы экономической разрухи и арестов духовенства большевистскими властями.
14 июля 1921 года назначен кроме Пермского заведовать Вятским приходом. 18 октября 1921 года, назначен кроме должностей в Перми и в Вятке, заведовать Екатеринбургским приходом. 13 декабря 1921 года назначен и в Челябинск. В декабре 1921 года архиепископ Цепляк освободил о. Будриса от прихода в Вятке, но назначил заведовать Тюменским приходом.
С 8 февраля 1922 года был деканом, настоятелем Пермского храма и заведующим Екатеринбургским и Тюменским храмами, затем также заведовал и храмом в Тобольске, а с июня 1923 года — и в Вятке. В 1924 году отказался выехать в отпуск в Литву, опасаясь, что власти не разрешат ему вернуться к своей пастве. В апреле 1925 года арестован в Екатеринбурге как заложник и месяц находился под арестом.
После 1924 года обслуживал католические общины Тобольска, Тюмени, Перми, Екатеринбурга, Челябинска, Златоуста, Кургана, Ишима, Уфы, Самары, Казани и Вятки. После закрытия к 1930 храмов в Тобольске, Тюмени, Кургане и Ишиме продолжал посещать живших там католиков, служил мессу на квартирах. Также он совершал службы на собственной квартире для тех верующих, которые опасались посещать храм. Организовывал катехизацию под видом дружеских встреч в квартирах и «пикников» за городом, куда выезжали взрослые и дети. В 1934—1937 гг. он был практически единственным священником, обслуживавшим католиков на огромной территории между Волгой и Обью. Вплоть до 1937 года служил настоятелем единственного польского костёла Воздвижения Креста Господня в Уфе.

## Арест и гибель
17 июня 1937 года был арестован в Уфе вместе с членами приходского совета, обвинён в том, что «по заданию французского разведчика епископа Невэ занимался шпионажем в пользу французской разведки и Ватикана» и организовал повстанческую деятельность против советской власти под видом религиозной работы, используя религиозный фанатизм прихожан. По воспоминаниям одного из прихожан, о. Франциска 

сильно били на допросах, требуя признания в том, что он шпион, и даже держали на снегу, так что он отморозил ноги и получил воспаление легких. Однако каждый раз, возвращаясь в камеру, о. Будрис постоянно молился, всячески поддерживал сокамерников, повторяя: «Бог нас не оставит…».

11 ноября 1937 года был приговорён по ст. 58-10, 58-11 УК РСФСР к расстрелу, 16 декабря 1937 года расстрелян в тюрьме г. Уфы. Вместе с о. Франциском в это время погибли ещё 189 прихожан из разных городов. Захоронение расстрелянных в Уфе в то время осуществлялось на Сергиевском кладбище города, но точное местонахождение могил расстрелянных не фиксировалось.
Определением Военного трибунала Южно-Уральского военного округа от 14 января 1958 года решение тройки НКВД БАССР от 11 декабря 1937 г. в отношении о. Ф. Будриса было отменено и дело производством прекращено за отсутствием в его действиях состава преступления, то есть он был признан полностью невиновным в том, что ему ранее инкриминировалось.

## Беатификация
В 2003 году официально начался процесс беатификации (причисления к лику блаженных) священника Франциска Будриса.